# Будакесі
Будакесі (угор. Budakeszi) — місто в центральній частині Угорщини, у медьє Пешт.
Населення - 12 924 осіб (2001). Площа міста - 37,11 км. Щільність населення - 348,26 чол./км².
Поштовий індекс - 2092. Телефонний код (+36) 23.

## Міста-побратими
- М'єркуря-Чук

## Галерея

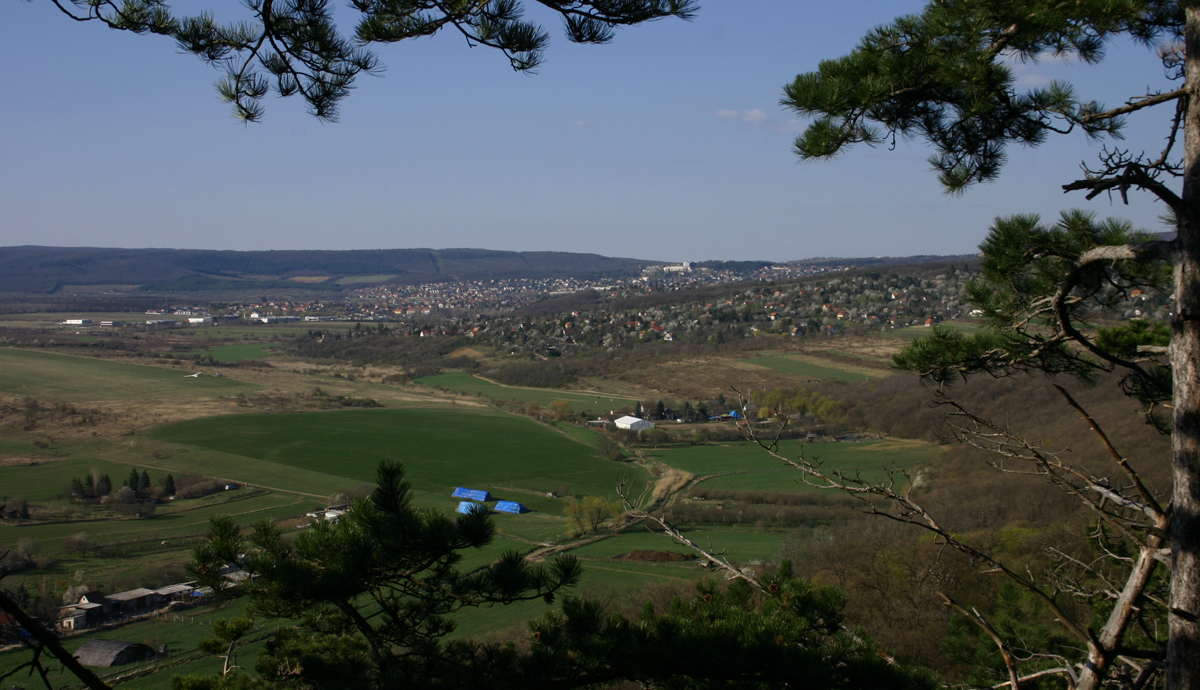
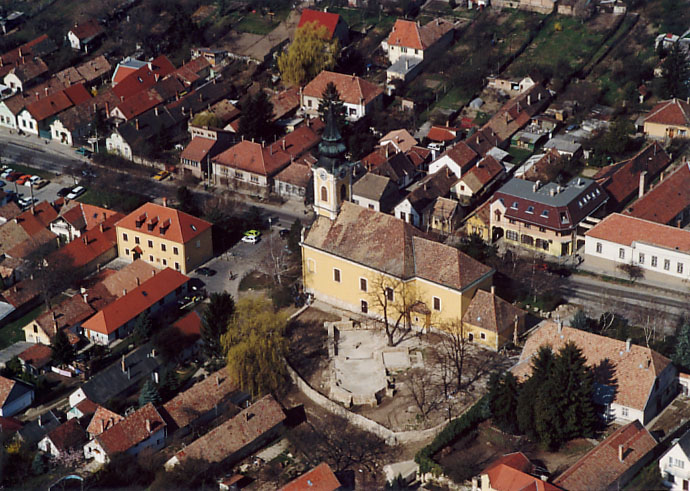
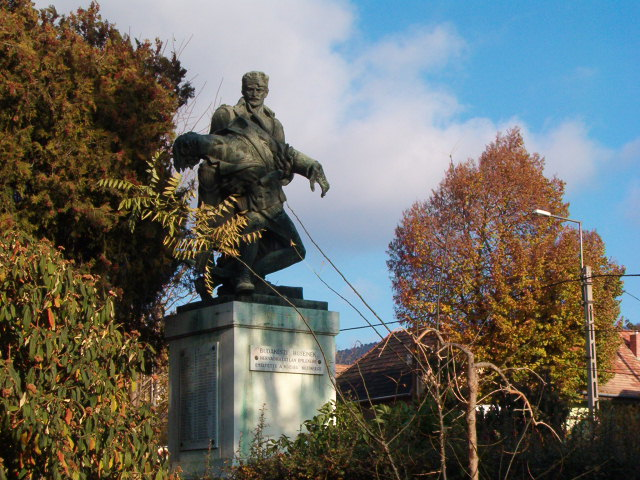

| Угорщина | Це незавершена стаття з географії Угорщини. Ви можете допомогти проєкту, виправивши або дописавши її. |

1. ↑  Magyarország helységnévtára, Detailed Gazetteer of Hungary — KSH, 2024.
2. 1 2 3 4 5 6 7  Testvérvárosi kapcsolatok – Budakeszi Város Önkormányzata